# Harparskoglinjen

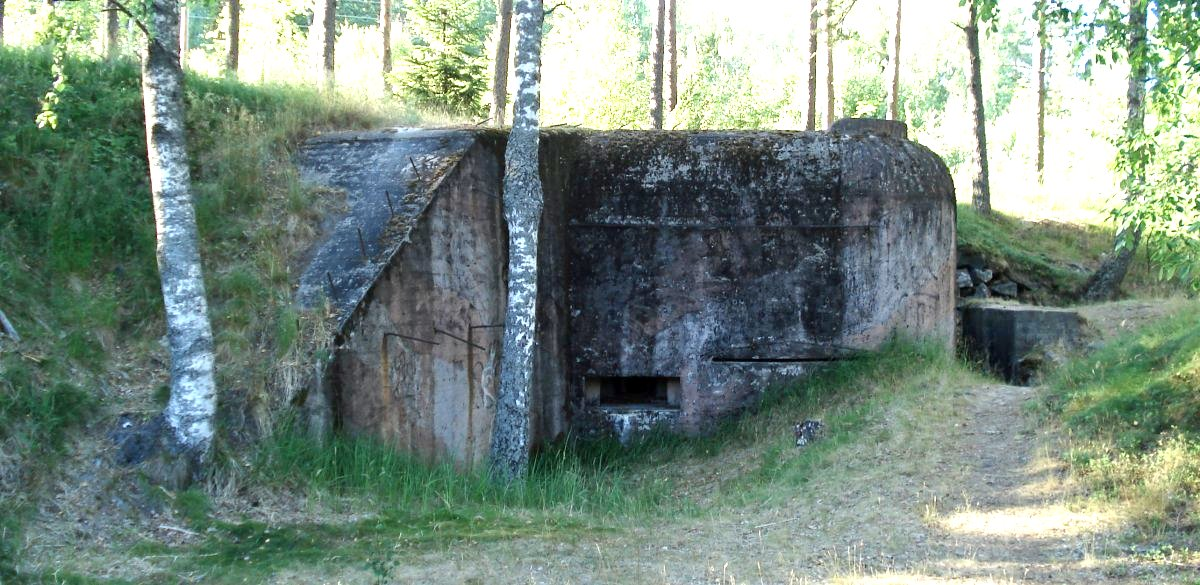
Bunker ingående i Harparskoglinjen [https://web.archive.org/web/20071010030830/http://www.hangonrintama.fi/ENGLISH/303ENG.html Bildarkiv

Harparskoglinjen var en finländsk fortifikationslinje på Hangö udd som uppfördes under freden mellan vinterkriget och fortsättningskriget (1940 – 1941) för att kunna försvara sig mot ett möjligt sovjetisk anfall från den av Sovjetunionen arrenderade marinbasen på Hangö udd. Bakgrunden till den sovjetiska basens existens på Hangö udd är att i fredstraktaten efter vinterkriget (undertecknat i Moskva den 12 mars 1940) var ett av de hårda villkoren att Finland skulle arrendera ut Hangö udd till Sovjetunionen som marinbas för en tid av 30 år.
Planeringen av fortifikationslinjen, vid den nya gränsen, påbörjades strax efter vinterkrigets slut. Den 20 april 1940 bildades en arbetsenhet ledd av ingenjör Holger Smeds. Enhetens namn var till den 1 januari 1941 Avdelta Arbetsgruppen 810 (Er Työryhmä 810) då det ändrades till Arbetsdistrikt 810 (Työpiiri 810). Arbetsdistriktet ifråga var i sin tur indelat i tre arbetsgrupper:
- Arbetsgrupp 811 (omfattade området: Skogby - Harparskog)
- Arbetsgrupp 812 (omfattade området: Snappertuna skärgård)
- Arbetgrupp 813 (omfattade området: Bromarv-avsnittet)

Allt som allt byggdes 40 stycken bunkrar av olika slag. Fortifikationslinjen sträckte sig från Tronsböle (på Öbylandet), förbi Vitsjön, längs vägen vid Harparskog och vidare ned till stranden vid Skogby. Såväl framför som bakom försvarslinjen byggdes stridsvagnshinder i form av pyramidformade stora stenar.
Vid krigets utbrott bemannades bunkrarna främst av manskap från Befästningsbataljon 18 (LinP 18). Efter Finska fortsättningskriget sattes bunkrarna i ”malpåse”, det vill säga att samtliga bunkrar behölls som reserv i händelse av skärpt beredskap eller mobilisering. Tillika användes de som vapenförråd ända till slutet av 1980-talet. Under kalla krigets dagar på 1960-talet beväpnades fortifikationslinjen på nytt. Linjen användes även ända in på 1980-talet till repetitionsövningar. Numera har bunkrarna ingående i Harparskoglinjen tagits helt ur bruk. Den övergivna fortifikationslinjen kan ännu i dag ses i terrängen på Hangö udd.